# Littmann Imre
Littmann Imre (Budapest, Erzsébetváros, 1913. november 21. – Budapest, 1984. augusztus 21.) orvos, sebész, szívsebész, egyetemi tanár, az orvostudományok doktora (1955), Kossuth-díjas (1954), az MTA tagja.

## Élete
Littmann Bertalan (1885–1938) bankhivatalnok és Barabás Emília (1890–1954) gyermekeként született zsidó családban. Tanulmányait a pécsi Erzsébet Tudományegyetem orvosi karán végezte, ahol 1937-ben szerezte meg oklevelét. 1938–1939-ben a pécsi 9. számú Honvéd Helyőrségi Kórház sebészeként kezdte pályáját. 1938–1941-ben a Horthy Miklós (ma Bajcsy-Zsilinszky) Közkórház sebészeti osztályán Milkó Vilmos mellett volt orvosgyakornok. 1941–1942-ben segédorvosként dolgozott a Bródy Adél Gyermekkórházban. 1942–1943-ban munkaszolgálatos orvos volt a balassagyarmati Mária Valéria Közkórházban. 1945-ben a Szent János Kórház sebészeti osztályára került négy évre, ahol előbb alorvos, később adjunktus lett. 1949 és 1951 között Pázmány Péter Tudományegyetem Orvostudományi Karának III. számú Sebészeti Klinikáján Petrovszkij szovjet vendégprofesszor mellett működött tanársegédként. 1950-ben a „Sebészeti diagnostika“ című tárgykörből egyetemi magántanári képesítést kapott. A következő évben kinevezték az újonnan szerveződő Sebésztovábbképző Klinika igazgatójává. Az intézmény nevét később IV. Sebészeti Klinikára, majd Érsebészeti Klinikára változtatták.
1952-ben ösztöndíjasként rövidebb időt Londonban töltött. Hazatérése után elvégezte az első hazai ductus Botalli-lekötést. Klinikáján bevezette a szívkatéterezést, a veleszületett szívbetegség sebészi megoldásait és külön osztályt rendezett be a szívsebészet számára. Munkatársai között volt Temesváry Antal és Robicsek Ferenc. A kardio-angiographia munkában nagy segítséget kapott Fonó Renéetől, aki a kor kiváló röntgenológusa volt. Ekkoriban Magyarország megelőzött számos európai országot a szívsebészeti tevékenységet illetően.
Az első magyar szívsebész volt, aki megvédte doktori értekezését, és aki Kossuth-díjat kapott. Az 1956-os események miatt két évre elhagyta Magyarországot és Sheffieldben, illetve a Toronto General Hospitalban dolgozott. Hazatért, 1958–1960-ban a László Kórház, aztán 1963-ig a Tétényi úti Kórház sebész főorvosa volt. 1962 és 1968 között az Orvostovábbképző Intézet I. számú Sebészeti Klinika igazgatójaként működött, ahol szintén megszervezte a szívsebészetet Bodnár Endre és Löblovics Iván munkatársakkal. Elsősorban sebészeti műtéttannal és congenitalis szívhibákkal foglalkozott. Gazdag irodalmi munkásságot fejtett ki. Több, mint 100 közleményt és 5 szakkönyvet irt.
A Farkasréti temetőben nyugszik (60/5-6-19).

## Főbb művei
- Műtéti epeútsérülések és szűkületek (Orvosi Hetilap, 1941, 37.)
- A heveny hasi tünetek elemzése (Orvosok Lapja, 1946, 9.)
- Emberi szervek C-vitamin tartalma. Góth Endrével. (Orvosok Lapja, 1947, 16.)
- Rákszövet és ascorbinsav (Orvosok Lapja, 1947, 47.)
- Adatok az átfúródás nélküli epés hashártyagyulladás kérdéséhez. Máthé Andrással. (Orvosi Hetilap, 1948, 14.)
- A bárzsing- és gyomorsebészet újabb haladása (Orvosok Lapja, 1949, 10.)
- A szív és a nagyerek veleszületett fejlődési rendellenességeinek sebészete (Orvosok Lapja, 1949, 15.)
- A szív és a nagyerek veleszületett fejlődési rendellenességei (Fonó Renéevel, Budapest, 1951, 1955, oroszul: 1954 és németül: 1957)
- A gyakorlóorvos szerepe a veleszületett szívbajok kezelésében (Orvosi Hetilap, 1953, 8.)
- Sebészeti műtéttan (társszerzőkkel, Budapest, 1953, 2. kiadás: 1968)
- A mitralis stenosis sebészi kezelése. Kunos Istvánnal. (Orvosi Hetilap, 1953, 41.)
- A Fallot tetralogiás gyermekek rohamairól. Fonó Renével. (Orvosi Hetilap, 1953, 45.)
- Tapasztalataink a coarctatio aortae sebészi kezelésével (Orvosi Hetilap, 1954, 48.)
- A haemodynamikus viszonyok és a tüdőerek elváltozásainak összefüggése mitralis stenosisban. László Jánossal, Temesvári Antallal és Robicsek Ferenccel. (Orvosi Hetilap, 1954, 50.)
- 200 mitralis commissurotomiával szerzett tapasztalataink. Kunos Istvánnal, Temesvári Antallal, Robicsek Ferenccel és Jóna Istvánnal. (Orvosi Hetilap, 1955, 26.)
- Obliterált arteria poplitea resectiója és sikeres pótlása lyophilisált emberi artériával. Soltész Lajossal. (Orvosi Hetilap, 1955, 37.)
- A "megfordult" Botalli-shunt. Temesváry Antallal, Robicsek Ferenccel és Pavlik Józseffel. (Orvosi Hetilap, 1956, 12.)
- A tüdő veleszületett arterio-venosus aneurysmája. Temesvári Antallal és Robicsek Ferenccel. (Orvosi Hetilap, 1956, 16.)
- Mitralis recommissurotomia (Orvosi Hetilap, 1959, 13.)
- Sebészi bemosakodás hexachlorophennel. Szita Józseffel. (Orvosi Hetilap, 1961, 16.)
- Cava-pulmonalis anastomosis Fallot-tetralógiában. Fonó Renéevel. (Orvosi Hetilap, 1961, 35.)
- Több évig epilepsiának tartott organikus hyperinsulinizmus. Brandstein Lászlóval, Greguss Sándorral és Máté Károllyal. (Orvosi Hetilap, 1963, 30.)
- Kórismézési problémák előrehaladott mitralis stenosisban. Kenedi Istvánnal, Löblovics Ivánnal, Böröcz Lajossal és Bodnár Endrével. (Orvosi Hetilap, 1963, 37.)
- Beszámoló 14 év alatt észlelt és operált ductus arteriosus persistens esetekről. Fonó Renéevel, Böröcz Lajossal, Büky Bélával, Bodnár Endrével, Löblovics Ivánnal és Tasnádi Ferenccel. (Orvosi Hetilap, 1964. 22.)
- A súlyos beteg ellátásáról (Orvosi Hetilap, 1964, 24.)
- Gyomor-béltraktusba rupturált arteria lienalis aneurysma. Mátyus Lajossal, Bodnár Endrével és Péter Mártonnal. (Orvosi Hetilap, 1964, 37.)
- A phlegmasia coerulea dolens activ sebészi kezelése (Thrombectomia). Brandstein Lászlóval és Mátyus Lajossal. (Orvosi Hetilap, 1965, 17.)
- Korszerű gépi varrás a tápcsatorna műtéteiben. Brandstein Lászlóval, Bucsina Olivérrel, Herczeg Tiborral, Lányi Ferenccel és Mátyus Lajossal. (Orvosi Hetilap, 1966, 42.)
- Sebészeti műtéttan (Medicina, Budapest, 1968)
- A klinikailag occult emlőcarcinomák diagnosztikája mammographiával. Lányi Mártonnal és Rutkai Pállal. (Orvosi Hetilap, 1968, 13.)
- Új utak a végbélrák sebészetében (Orvosi Hetilap, 1968, 28.)
- A szív elektromos ingerlésének új típusa: synchron pacemaker. Világi Gyulával, Löblovics Ivánnal, Bodnár Endrével, Groh Wernerrel. (Orvosi Hetilap, 1968, 37.)
- Kísérletes szívtransplantatio. Löblovics Ivánnal, Kertész Tiborral, Bodnár Endrével, Lakner Gézával, Groh Wernerrel, Kiss Jánossal és Bereczky Zoltánnal. (Orvosi Hetilap, 1969, 26.)
- Bauchchirurgie, Indikation und Technik (Stuttgart, 1969, oroszul 1970)
- Adatok a papillaris izom-dysfunctio kórisméjéhez. Niederland Vilmossal, Világi Gyulával, Szántó Andrással, Berentey Ernővel, Kertész Tiborral és Löblovics Ivánnal. (Orvosi Hetilap, 1971, 31.)
- A szívsebészet Magyarországon az elmúlt 25 évben (Orvosi Hetilap, 1973, 6.)
- Anticoncipiens kezelés kapcsán létrejövő máj-adenoma operált esete. Berentey Ernővel, Magyar Évával és Balázs Mártával. (Orvosi Hetilap, 1976, 3.)
- Egysoros drótvarrat a tápcsatorna sebészetében. Kiss Jánossal, Barda Lászlóval, Vörös Attilával és Pintér Györggyel. (Orvosi Hetilap, 1979, 39.)
- Eszmei irányzatok a sebészetben és azok tükröződése az Orvosi Hetilapban a lap megalapítása (1857) óta (Orvosi Hetilap, 1978, 9.)
- Milkó Vilmos. Nekrológ. (Orvosi Hetilap, 1978, 14.)
- Theodor Billroth (1829-1894) (Orvosi Hetilap, 1979, 18.)
- Sebészeti tudnivalók a körzeti orvosok gyakorlatában (Budapest, 1982, németül: 1986)
- A 125 éves Orvosi Hetilap és a modern sebészet kialakulása. Merre tart ma a sebészet? (Orvosi Hetilap, 1982, 6.)

## Díjai, elismerései
- Magyar Népköztársasági Érdemrend V. fokozat (1951)
- Kossuth-díj (1954)
- Balassa János-emlékérem (1973)
- Munka Érdemrend arany fokozata (1982)